# Christoph Binninger
Christoph Binninger (* 30. Dezember 1964 in Mannheim) ist ein deutscher Priester und Theologe.

## Leben
Er studierte Theologie und Philosophie in Mainz, Rom, Freiburg und München. Zum Priester der Diözese Mainz wurde er am 10. Oktober 1990 geweiht. An der Päpstlichen Universität Gregoriana wurde er 1997 mit der Arbeit Mysterium inhabitationis trinitatis. M. J. Scheebens theologische Auseinandersetzung mit der Frage nach der Art und Weise der übernatürlichen Verbindung der göttlichen Personen mit dem Gerechten in Dogmatik zum Dr. theol. promoviert. Mit der Arbeit „Ihr seid ein ausgewähltes Geschlecht“. Berufen zum Aufbau des Gottesreiches unter den Menschen. Die Laienfrage in der katholischen Diskussion in Deutschland um 1800 bis zur Enzyklika „Mystici Corporis“ (1943) wurde er 2002 an der Ludwig-Maximilians-Universität München habilitiert, wo er bis 2015 als Privatdozent lehrte. Seit 2004 arbeitete er in der theologischen Fortbildung des Klerus in der Diözese Regensburg sowie in der Seelsorge in der Pfarrei St. Josef (Regensburg) mit. Seit 2013 ist er Professor für Dogmatik an der Hochschule Heiligenkreuz.
Seine wissenschaftlichen Schwerpunkte sind Ekklesiologie, Anthropologie und Theologiegeschichte des 19. Jahrhunderts.
Seit 1987 ist er Mitglied der katholischen Studentenverbindung KAV Capitolina Rom.

## Publikationen (Auswahl)
- Mysterium inhabitationis Trinitatis. M. J. Scheebens theologische Auseinandersetzung mit der Frage nach der Art und Weise der übernatürlichen Verbindung der göttlichen Personen mit dem Gerechten (= Münchener theologische Studien. Band 62). EOS, St. Ottilien 2003, ISBN 3-8306-7146-6 (Dissertation).
- „Ihr seid ein ausgewähltes Geschlecht“. Berufen zum Aufbau des Gottesreiches unter den Menschen. Die Laienfrage in der katholischen Diskussion in Deutschland um 1800 bis zur Enzyklika „Mystici Corporis“ (1943) (= Münchener theologische Studien. Band 61). EOS, St. Ottilien 2002, ISBN 3-8306-7142-3 (Habilitationsschrift).